# Río Rele
El río Rele es un río en la comuna de Santa Juana.

## Trayecto
Tiene su origen en el sureste de Santa Juana, desde donde corre hacia el noreste de entre las faldas de las alturas de la Cordillera de Nahuelbuta y corre hacia el este hasta el río Biobío en el que se vacía un poco más arriba de la confluencia con el río Laja. Es un río con un pequeño volumen de agua y su curso es de 20 kilómetros de largo. Tiene un afluente que se une por el sur, el Riachuelo Millapoa o "de las Minas" , por las minas de oro que en el siglo XVI se trabajaron en sus orillas. Inmediatamente en la orilla norte del río Rele desde Millapoa fue la ubicación de la antigua ciudad de Santa Cruz de Coya. En la desembocadura del río, estaba el antiguo fuerte y la ciudad de Monterrey de la Frontera. Un pequeño poblado llamado Monterrey, ahora existe cerca.

## Historia
Francisco Solano Asta-Buruaga y Cienfuegos escribió en 1899 en su Diccionario Geográfico de la República de Chile sobre el río:

Rele.-—Riachuelo del departamento de Lautaro. Tiene origen al SSE. de Santa Juana, desde donde corre hacia el NE. por entre las ramificaciones de las alturas que caen al Bío-Bío en el cual se echa poco más abajo de su confluencia con el Laja; su corriente es escasa y su curso no pasa de 20 kilómetros. A ocho ó diez kilómetros de su entrada recibe del sur un arroyo de corta extensión con el nombre de Millapoa ó de las Minas, por unas de oro que en tiempos pasados se trabajaron á sus márgenes, y á cuya inmediación sobre la derecha del riachuelo existió Coya y se hallan el fundo y terrenos de Colico; á la boca del mismo quedaba el antiguo pueblo de Monterrey. El nombre viene del verbo relen, hacer frente.